# أرض الميعاد

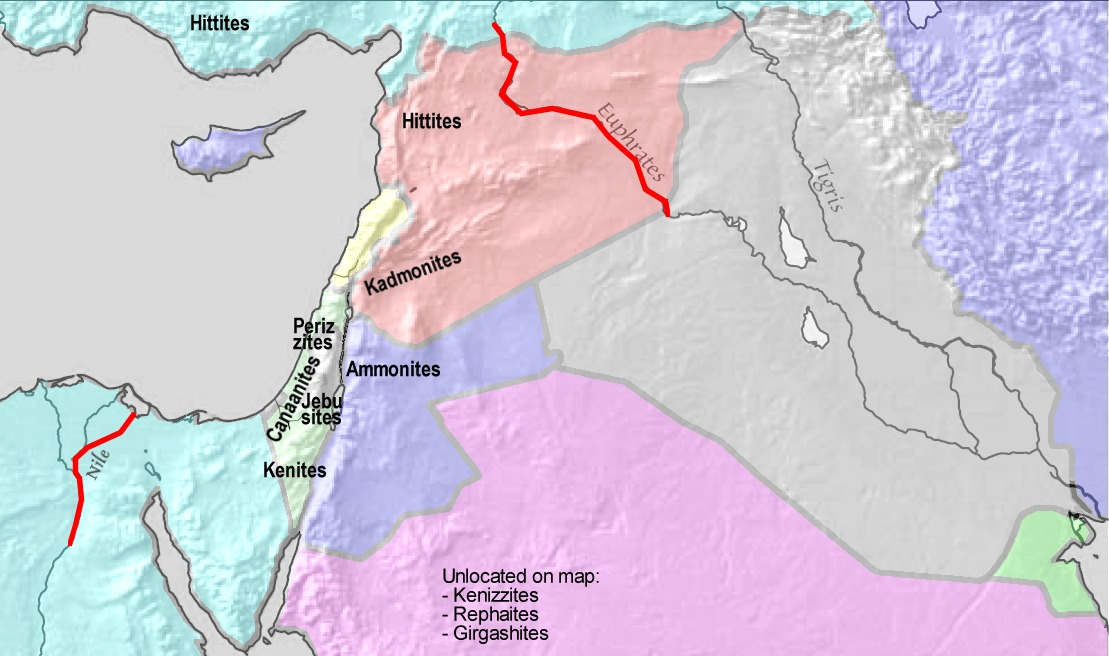
الخريطة تظهر الأرض الموعودة لدى اليهود والتي ذكرت في التوراة

أرض الميعاد (بالعبرية: הארץ המובטחת) «الأرض» هي المقابل العربي لكلمة «هٰآرِصْ» العبرية التي ترد عادةً في صيغة «إيرِصْ يسرائيل» أي «أرض إسرائيل». فهي «أَرْضِ الرَّبِّ» (هوشع 3:9)، وهي الأرض التي يرعاها الإله (تثنية 12:11)، ثم هي الأرض المختارة، وصهيون التي يسكنها الرب، والأرض المقدَّسة (زكريا 12:2) التي تفوق في قدسيتها أيَّ أرض أخرى لارتباطها بالشعب المختار. وقد جاء في التوراة: «وَالآتِي عَلَيْهِ يَفْعَلُ كَإِرَادَتِهِ وَلَيْسَ مَنْ يَقِفُ أَمَامَهُ، وَيَقُومُ فِي الأَرْضِ الْبَهِيَّةِ وَهِيَ بِالتَّمَامِ بِيَدِهِ.» (دا 11: 16). وهي كذلك «الأَرْضِ الْبَهِيَّةِ» (دانيال 16:11).
يعتقد اليهود أنها الأرض التي وعد الله بها نبيه يعقوب (إسرائيل). الوعد بحسب أقوال كتب اليهود كان في البدء إلى إبراهيم، وتجدد العهد بعد ذلك إلى إبنه إسحاق، وإلى يعقوب ابن إسحاق وحفيد إبراهيم. وأسندت أرض الميعاد لأولادهم، وكان وصفها في شروط من الأراضي من نهر النيل إلى نهر الفرات.

## الحلولية في مفهوم الشعب المختار
الحلولية هي الإعتقاد بأن الإله يحل في بعض بني الإنسان.
يدور الفكر اليهودى الحلولى دوماً حول ثلاثية الإله والأرض والشعب، فيحل الإله في الأرض، لتصبح أرضاً مقدَّسة ومركزاً للكون، ويحل في الشعب ليصبح شعباً مختاراً، ومقدَّساً وأزلياً

## الوعد الإلهي حسب التوراة
يعتقد اليهود أن الإله وعد إبراهيم وعاهده على أن تكون هذه الأرض لنسله. فهي «أرض المعاد» التي سيعود إليها اليهـود تحـت قيادة الماشيَّح (المسيح المخلص)، أي الأرض التي سـتشهد نهاية التاريخ. فأرض إسرائيل هي مركز الدنيا لأنها توجد في وسط العالم، تماماً كما يقف اليهود في وسط الأغيار وكما يشكل تاريخهم المقدَّس حجر الزاوية في تاريخ العالم وتماماً كما تشكل أعمالهم حجر الزاوية لخلاص العالم، هذا بالطبع حسب اعتقادهم وحدهم.
وقد ذكر هذا في عدة مواضع من التوراة،ويجب الانتباه هنا إلى أن الوعد لإبراهيم ولأبنائه وأحفاده من بعده، وبالتالي فإن أحفاد إبراهيم من ابنه إسماعيل لهم الحق بهذا الإرث تماما مثل حق أحفاده من إسحاق ومن بعده من يعقوب وهذا كما ورد في توراتهم
ففي سفر التكوين 12: 1-5:
وَقَالَ الرَّبُّ لأَبْرَامَ: «اذْهَبْ مِنْ أَرْضِكَ وَمِنْ عَشِيرَتِكَ وَمِنْ بَيْتِ أَبِيكَ إِلَى الأَرْضِ الَّتِي أُرِيكَ. 2 فَأَجْعَلَكَ أُمَّةً عَظِيمَةً وَأُبَارِكَكَ وَأُعَظِّمَ اسْمَكَ، وَتَكُونَ بَرَكَةً. 3 وَأُبَارِكُ مُبَارِكِيكَ، وَلاَعِنَكَ أَلْعَنُهُ. وَتَتَبَارَكُ فِيكَ جَمِيعُ قَبَائِلِ الأَرْضِ».
وفي سفر التكوين 12: 14-15:
14 وَقَالَ الرَّبُّ لأَبْرَامَ، بَعْدَ اعْتِزَالِ لُوطٍ عَنْهُ: «ارْفَعْ عَيْنَيْكَ وَانْظُرْ مِنَ الْمَوْضِعِ الَّذِي أَنْتَ فِيهِ شِمَالاً وَجَنُوبًا وَشَرْقًا وَغَرْبًا، 15 لأَنَّ جَمِيعَ الأَرْضِ الَّتِي أَنْتَ تَرَى لَكَ أُعْطِيهَا وَلِنَسْلِكَ إِلَى الأَبَدِ.
وقال أيضا له سفر التكوين 15: 7:
قَالَ لَهُ: «أَنَا الرَّبُّ الَّذِي أَخْرَجَكَ مِنْ أُورِ الْكَلْدَانِيِّينَ لِيُعْطِيَكَ هذِهِ الأَرْضَ لِتَرِثَهَا».
وفي سفر التكوين 15:18-21:
حدود أرض الميعاد هو توضيح لأراضي الشعوب القديمة المختلفة، على النحو التالي:
"وفي ذلك اليوم قطع الرب مع ابرام عهدا، وقال:" لنسلك أعطي هذه الأرض من نهر مصر إلى النهر الكبير، نهر الفرات—أرض القينيين، القنزيين، القدمونيين والحثيين والفرزيين والأموريين والكنعانيين والجرجاشيين واليبوسيين ".
ويقال إن الآية لوصف ما يعرف «حدود الأرض» ففي التقاليد اليهودية، تحدد هذه الحدود إلى أقصى حدود الأرض الموعودة لنسل إبراهيم من خلال ابنه اسحق وحفيده يعقوب.
وتم تأكيد الوعد ليعقوب في سفر التكوين 28:12-15، على الرغم من أن الحدود لا تزال غامضة وفيما يتعلق ب «الأرض التي أنت تكذبها».
يعتقد اليهود ان الوعد في البدء كان لإبراهيم ولكنه انتقل إلى أن وصل إلى يعقوب ومن ثم أبناء واحفاده، اليهود الحاليون، وتعمدوا أن يتناسوا انتقال هذا الوعد أيضا لأبنه إسماعيل وأحفاده من إسماعيل واحتفظوا بالحق لأنفسهم فقط.

## التوظيف السياسي
وظفت الحركة الصهيونية مفهوم «أرض الميعاد» التوراتي في الترويج لإقامة وطن لليهود في فلسطين. لم تكن فلسطين بداية هي الوطن المختار للمشروع بسبب الكثافة السكانية العالية فيها لكنها كانت واحدة من ثلاثة أماكن مقترحه (فلسطين أو الأرجنتين أو أوغندا)، إلا أن فلسطين كانت الأكثر جاذبية للمهاجرين وللممولين لإمكانية ربط المشروع بهدف ديني.
جهد الصهاينة في إثبات الرواية التوراتية أثريا، كما تجهد بعض البحوث الجينية الحديثة في إثبات روابط جينية مشتركة بين اليهود في جميع أنحاء العالم تجمعهم مع سكان منطقة «الشرق الأوسط». من جانب آخر يشكك علماء آثار، بعضهم إسرائيليون مثل زئيف هرتزوغ، بنظرية أرض الميعاد لتناقضها مع الاكتشافات الآثرية الحديثة، ويطالبون بفصل البحث العلمي عن السرديات الوطنية.
ذكر المفكر جمال حمدان في كتابه الشهير اليهود أنثروبولوجياً أن 95 % من اليهود المعاصرين ليسوا هم أحفاد اليهود الذين خرجوا من فلسطين، كما يقول كذلك ان الاضطهاد الذي تعرض له اليهود لم يكن بسبب التعصب الديني وإنما يرجع إلي طريقة حياة اليهود أنفسهم وتمايزهم عن الآخرين.[بحاجة لمصدر]

## طالع أيضًا
- اليهود
- الصهيونية
- شعب الله المختار
- إسرائيل
- الأديان السماوية
- السامية
- العبرية
- حاخام
- الهولوكوست